# 长梁乡 (沽源县)
长梁乡，是中华人民共和国河北省张家口沽源县下辖的一个乡镇级行政单位。

## 行政区划
长梁乡下辖以下地区：
长梁村、后长梁村、地局子村、西坡村、大宏山村、十里山村、工农村、西山堡村、小元山村、马架沟村、六道沟村、狐狸沟村、平头梁村、韭菜沟村、兴隆堡村、南滩村和大石砬村。